# Voč
Il Voč (in russo Воч?) o Voč' (Вочь) è un fiume della Russia europea orientale, affluente di sinistra della Severnaja Kel'tma nel bacino della Dvina Settentrionale. Scorre nella Repubblica dei Comi, nei rajon Gajnskij e Ust'-Kulomskij.
Il fiume scorre in direzione nord-orientale attraverso un'area boscosa, paludosa e scarsamente popolata. Sfocia nella Severnaja Kel'tma a 61 km dalla foce. Ha una lunghezza di 151 km, il suo bacino è di 1 710 km².